# 幸福的國家
是2024年上映的韓國劇情片，由《光海，成为王的男人》導演秋昌民執導，曹政奭、李善均、劉宰明主演。

## 剧情概要
影片讲述在1979年总统暗杀事件中，10月26日至12月12日期間韓國最嚴重的政治审判，律师郑仁厚（曹政奭 飾）为了挽救仅一次宣判就决定生死的中央情報部隨行秘書朴泰柱（李善均 飾）而孤军奋战。

## 演員陣容

### 主要人物
- 曹政奭 飾演 鄭仁厚[註 1]，相信法庭上只有勝敗沒有正義的生計型律師，為了拯救被捲入總統暗殺案的朴泰柱而介入審判。[6]
- 李善均 飾演 朴泰柱[註 2]，陸軍上校，中央情報部隨行秘書。奉上級命令而捲入10月26日總統暗殺案，動搖韓國現代史事件中的軍人。[7]
- 劉宰明 飾演 全償斗[註 3]，陸軍少將，國軍保安司令、聯合搜查本部長。事件中的另一核心人物，領導並控制著這場政治審判。[8]

### 其他人物
- 秦基周 飾演 趙順貞，仁厚的女友，寄宿家庭老闆的女兒。[9][10]
- 姜末今飾演 玉正愛，朴泰柱的妻子。[11][10]
- 李原種 飾演 鄭鎮宇[註 4]，陸軍上將，陸軍參謀總長。[12][10]
- 朴勳 飾演 金五龍，副參謀長。[10]
- 劉成柱 飾演 金英日，中央情報部長。[10]
- 崔元英 飾演 白勝基，軍事檢察組檢察官。[10]
- 禹贤 飾演 李滿式[註 5]，總統暗殺案審判中的辯護團代表。[10]
- 全裴修 飾演 夫漢明，總統暗殺案審判中的辯護律師。[10]
- 李玄均 飾演 趙尚哲，總統暗殺案審判中的辯護律師。[10]
- 宋英奎 飾演 崔龍南，總統暗殺案審判中的辯護律師。[10]
- 任基鴻 飾演 李泰文。
- 金宰澈 飾演 陳科長。
- 朴努植

## 製作

### 創作
該片根據韓國真實事件「朴正熙遇刺案」改編，講述於1979年10月26日至12月12日期間發生的政治審判，片中除了法律場景外，許多部分是介於歷史事實與電影想像交叉結合的故事。其中律師「鄭仁厚」是一個綜合代表當時的審判記錄和參與審判的人們，而被創造出來的角色。「朴泰柱」則基於真實人物朴興柱改編。「全償斗」同樣是根據真實人物全斗煥改編，透過電影敘事而成為當時權勢人物的核心要素之一。
韓國涉及該事件的電影中，有講述10月26日總統暗殺的《南山的部長們》以及12月12日雙十二政變的《首爾之春》等，而《幸福的國家》是首部講述這兩段時間點中間隱藏故事的電影。

### 選角
2020年12月23日，片方宣佈曹政奭確定出演秋昌民導演新作《幸福的國家》，以律師角色回歸電影圈。2021年7月至8月，媒體報導李善均、劉宰明、秦基周參演該片，預計9月中旬開始拍攝。2023年12月主演李善均自殺身亡，本片成為其最後的遺作之一。

### 拍攝
主体拍摄於2021年10月1日正式開始，2022年1月29日殺青，結束4個月的拍攝。

### 損益平衡點
據媒體報導，該片損益平衡點推算為270萬觀影人次。

## 發行
CJ CGV於2023年7月發布的季度財報顯示該片計劃於2023年第四季度在韓國上映。2023年10月，主演李善均因涉嫌吸毒接受警方調查，片方表示持觀望態度，表達了謹慎的立場；同年12月李善均自殺身亡，片方相關人士接受媒體詢問時表示該片將在不變更演員的情況下預計於2024年3月完成後期製作，並否認該片於2024年上映。
2024年5月10日片方发布启动海报，7月22日公布13位角色海報，该片于同年8月14日在韩国上映；同年9月19日上线韩国IPTV和VOD点播平台。该片入选第21届香港亚洲电影节“影迷别注”单元。

### 票房
在韩国上映首日以7万8401名观影人次的票房成绩位列单日票房榜第3名。

## 奖项荣誉
| 年份 | 颁奖礼                     | 奖项                  | 入围者 | 结果 | 参考   |
| ---- | -------------------------- | --------------------- | ------ | ---- | ------ |
| 2024 | 第32届大韩民国文化演艺大奖 | 电影部门 最优秀演技奖 | 劉宰明 | 獲獎 | [ 27 ] |
| 2025 | 第61屆百想藝術大獎         | 最佳男配角            | 劉宰明 | 獲獎 | [ 28 ] |
| 2025 | 第34屆釜日電影獎           | 最佳男主角            | 曹政奭 | 待定 |        |
| 2025 | 第34屆釜日電影獎           | 最佳男配角            | 刘宰明 | 待定 |        |
| 2025 | 第34屆釜日電影獎           | 最佳剧本              | 许俊硕 | 待定 |        |

## 備註
1. ↑  片中會議場景之證件牌顯示其漢字名為「鄭仁厚」
2. ↑  片中律師辯護團研究其個人資料卡時，卡上顯示其漢字名為「朴泰柱」
3. ↑  片中會議場景桌牌及電視新聞畫面顯示其漢字名為「全償斗」
4. ↑  片中角色諺文名為，惟片中證人申請書及會議場景桌牌皆顯示其漢字名為「鄭鎮厚」（對應諺文讀音），兩版名字的發音有一字之差。
5. ↑  片中會議場景桌牌上顯示其漢字名為「李滿式」